# ونگپلی
ونگپلی (به انگلیسی: Vengappally) یک روستا در هند است که در Wayanad district واقع شده‌است.

## خصوصیات
ونگپلی ۱۰٬۹۹۵ نفر جمعیت دارد.